# Morell australià
El morell australià (Aythya australis) és una espècie d'ocell de la família dels anàtids (Anatidae) que habita pantans, llacs amb vegetació emergent i aiguamolls del nord i el sud-oest d'Austràlia, Tasmània, Nova Zelanda, Nova Caledònia i localment a Nova Guinea.